# Солсбъри (Мериленд)
Вижте пояснителната страница за други значения на Солсбъри.
Солсбъри (на английски: Salisbury) е град в Мериленд, Съединени американски щати, административен център на окръг Уикомико. Намира се на брега на река Уикомико на полуостров Делмарва. Населението му е 32 807 души (по приблизителна оценка от 2017 г.).
В Солсбъри е родена актрисата Линда Хамилтън (р. 1956).